# 白井絵莉
白井 絵莉（しらい えり、1984年2月3日 - ）は、東京都出身のグラビアアイドル、女優。早稲田大学法学部卒。

## 略歴・人物
グラビアアイドルとして活躍し、所属事務所を移籍後は俳優業へと移行する。
2013年2月、力士の安美錦竜児との結婚を発表する。結婚発表の時点では、マスコミ向けの発表は旧姓本名の浅香絵莉名義で行い、肩書は一般女性とした。結婚後は芸能活動を休止しており、2013年10月23日には第1子となる長女が誕生。2015年5月29日には第2子となる次女、2017年7月8日には第3子となる長男が誕生している。
結婚前は自宅に炊飯器すらなかったが、結婚後は料理を覚えてアスリートフードマイスターの資格を取得。自宅での食事には10品目以上が並び、地方場所になると、定期的に夫に食事をチルドパックで送った。白井の献身は夫の健康面が向上した要因とも言われる。

## 出演

### 映画
- 特命係長 只野仁 最後の劇場版（2008年） - キャバクラ嬢 役
- 沈まぬ太陽（2009年） - ホステス 役
- 短編映画「夢」（監督：宮本正樹） - 竹中直人とW主演

### テレビドラマ
- ドラマW「真夜中のマーチ」（2007年、WOWOW）
- 課長島耕作2〜香港の誘惑〜（NTV）
- 温泉 (秘) 大作戦12（ABC） - 三村美恵 役

### 舞台
- いっそ、生きたい（作・演出大村未童、ENGISHYA） - 主演：ケイコ 役
- レジェンド〜風の中の塵〜（脚本：藤森一朗 / 演出：松丸雅人、銀座Air Studio） - フェイ 役
- 奴ら〜海よ、オレの母よ〜（脚本：藤森一朗 / 演出：三好忠幸、銀座Air Studio） - サキ 役
- エデンの園（作・演出：大村未童、目白シアター風姿花伝） - 女 役
- 12人の怒れる男（演出・改編：小野田良、UPSつつじヶ丘スタジオ） - 4号 役
- Juliet（脚本：藤森一朗 / 演出：多田明日香、銀座Air Studio） - 湯川里奈 役
- KEIKI〜夏目漱石推理帳〜（脚本：藤森一朗 / 演出：三好忠幸、銀座AIR STUDIO） - 樋口一葉 役
- ワザヲギ・プロジェクト企画制作「二十日鼠と人間」（原作：スタインベック、下北沢東演パラータ） - クララおばさん / キャシー 役
- 劇団空間エンジンプロデュース公演「KIRA〜赤穂事件推理帳〜」 - 夏目鏡子 役

### CM
- 江崎グリコ poscam

## DVD
- しらえろす（2007年6月1日、ベガファクトリー）
- ミテルだけ（2008年5月23日、エイベックス・エンタテインメント）